# Pasirmulya (Majalaya)
Pasirmulya is een bestuurslaag in het regentschap Karawang van de provincie West-Java, Indonesië. Pasirmulya telt 4739 inwoners (volkstelling 2010).